# María Mateo Bruna
María Mateo Bruna (Torrijo del Campo, província de Terol, 12 de gener de 1902 - Tolosa de Llenguadoc, 22 de juliol de 1992) fou una anarquista i feminista espanyola. El seu germà Blas també fou militant del moviment anarquista. L'endemà de l'inici de l'intent de cop d'Estat del 18 de juliol de 1936 María participa en els primers esdeveniments de la revolució espanyola, ajudant a construir barricades al barri de Gràcia de Barcelona, donant suport material als combatents i tractant amb cura dels ferits. Després va contribuir a la construcció i funcionament dels menjadors. Acabada la guerra civil espanyola es va establir a França amb la seva parella Miguel Alba Lozano, poeta confederal col·laborador a Cenit (1991-1996), a la ciutat de Tolosa, militant sempre en Moviment Llibertari Espanyol (MLE), morí en aquesta ciutat el 1992.